# Климов, Андрей Александрович
Андре́й Алекса́ндрович Кли́мов (26 июля 1982, Климовск) — российский боксёр-профессионал, выступает в лёгкой весовой категории с 2009 года. Интерконтинентальный чемпион по версии МБФ, интерконтинентальный чемпион по версии ВБО, чемпион Соединённых Штатов по версии ВБС, чемпион России, мастер спорта по боксу.

## Биография
Андрей Климов родился 26 июля 1982 года в Климовске, Московская область. Активно заниматься боксом начал в возрасте четырнадцати лет у тренера Агеева А. Н. После школы поступил в Московский государственный горный университет (сегодня – Горный институт НИТУ «МИСиС»), где учился на кафедре физвоспитания. Первого серьёзного успеха на ринге добился в 2001 году, когда в лёгком весе выиграл бронзовую медаль на Кубке России — за это достижение ему присвоено звание мастера спорта. Год спустя занял третье место на зимнем чемпионате России «Олимпийские надежды» в Оренбурге, после чего в его карьере наступил некоторый спад. В 2007 году пробился в число финалистов на чемпионате Центрального федерального округа, через год повторил это достижение, но в основной состав сборной страны попасть так и не смог.
В 2009 году Климов решил попробовать себя на профессиональном уровне, провёл несколько удачных боёв в России, в ноябре 2010 года стал чемпионом России в лёгкой весовой категории. Затем в мае 2011 года уехал в США, выиграл там пояс чемпиона Соединённых Штатов по версии Всемирного боксёрского совета, один раз защитил этот титул. В марте 2013 года провёл бой с аргентинцем Матиасом Гомесом, после остановки боя в седьмом раунде победил единогласным решением судей и получил пояс интерконтинентального чемпиона по версии Международной боксёрской федерации.
В октябре 2013 года вышел против небитого американца Теренса Кроуфорда и проиграл ему единогласным решением судей, не сумев выиграть ни одного раунда.
В апреле 2014 года завоевал титул интерконтинентального чемпиона по версии Всемирной боксёрской организации, победив единогласным решением судей доминиканца Франциско Контрераса. В июне 2015 года Климов оспорил вакантный титул чемпиона мира во втором полулёгком весе по версии Международной боксёрской федерации, но в двенадцати раундах проиграл единогласным решением суде пуэрториканцу Хосе Педрасе.

## Статистика профессиональных боёв
В таблице перечислены результаты всех поединков боксёров.
В каждой строке указан результат поединка. Дополнительно номер поединка обозначен цветом, который обозначает итог поединка. Расшифровка обозначений и цветов представлена в нижеследующей таблице.
| Пример | Расшифровка                     |
| ------ | ------------------------------- |
|        | Победа                          |
|        | Ничья                           |
|        | Поражение                       |
|        | Планируемый поединок            |
|        | Поединок признан несостоявшимся |
| КО     | Нокаут                          |
| ТКО    | Технический нокаут              |
| PTS    | Решение судей (по очкам)        |
| UD     | Единогласное решение судей      |
| MD     | Решение большинства судей       |
| SD     | Раздельное решение судей        |
| RTD    | Отказ от продолжения боя        |
| DQ     | Дисквалификация                 |
| NC     | Поединок признан несостоявшимся |

| Бой | Дата             | Соперник                     | Место проведения                           | Раундов   | Примечание |
| --- | ---------------- | ---------------------------- | ------------------------------------------ | --------- | --- |
| 25  | 28 июля 2018     | Фабиан Андрес Майдана (15-0) | Лос-Анджелес, США                          | KO7 (10)  | |
| 24  | 30 сентября 2017 | Рубен Мовсесяни (25-20-1)    | Подольск, Россия                           | TKO2 (10) | |
| 23  | 9 апреля 2017    | Алехандро Луна (21-0)        | Лос-Анджелес, США                          | UD10 (10) | Климов получил рассечение левого глаза из за столкновения головами в 4 раунде. Счёт судей: 92-98, 92-98, 93-97. |
| 22  | 8 октября 2016   | Лиам Уолш (20-0)             | Лондон, Великобритания                     | UD12 (12) | Климов был в нокдауне в 6 раунде. Счёт судей: 108/119 и 107/120 (дважды).                                       |
| 21  | 13 июня 2015     | Хосе Педраса (19-0-0)        | Бирмингем, Алабама, США                    | UD12 (12) | Бой за вакантный титул чемпиона мира IBF во 2-м полулёгком весе. Счёт судей: 109/119 и 108/120 (дважды).        |
| 20  | 28 ноября 2014   | Габино Кота (16-2-1)         | Лужники, Москва, Россия                    | UD10 (10) | Бой за титул WBO Inter-Continental. 2-я защита Климова.                                                         |
| 19  | 1 августа 2014   | Гильермо Авила (12-2-0)      | A La Carte Event Pavilion, Тампа, США      | RTD8 (10) | Бой за титул WBO Inter-Continental. 1-я защита Климова.                                                         |
| 18  | 25 апреля 2014   | Франциско Контрерас (22-4-0) | Дворец Спорта в Крылатском, Москва, Россия | UD12 (12) | Бой за вакантный титул WBO Inter-Continental.                                                                   |
| 17  | 5 октября 2013   | Теренс Кроуфорд (21-0-0)     | Amway Center, Орландо, США                 | UD10 (10) | |
| 16  | 7 июня 2013      | Джон Молина (25-2-0)         | Little Creek Casino Resort, Шелтон, США    | MD10 (10) | |
| 15  | 8 марта 2013     | Матиас Гомес (29-1-0)        | Крылья Советов, Москва, Россия             | TD7 (12)  | Бой за вакантный титул IBF Inter-Continental.                                                                   |
| 14  | 26 мая 2012      | Алехандро Родригес (14-5-0)  | Casino Del Sol, Тусон, США                 | KO10 (10) | |
| 13  | 31 марта 2012    | Роберт Родригес (6-0-0)      | FLSG, Помона, США                          | MD8 (8)   | Защита титула WBC United States (USNBC).                                                                        |
| 12  | 29 октября 2011  | Эдуардо Аркос (16-5-1)       | Las Trancas Hall, Мейвуд, США              | RTD4 (10) | Бой за вакантный титул WBC United States (USNBC).                                                               |
| 11  | 14 мая 2011      | Тай Барнетт (18-1-1)         | Хоум Дипо-центр, Карсон, США               | KO3 (6)   | |
| 10  | 28 ноября 2010   | Алексей Шорохов (3-4-0)      | УСЦ «Юность», Климовск, Россия             | UD10 (10) | Бой за вакантный титул чемпиона России.                                                                         |
| 9   | 13 июня 2010     | Александр Салтыков (8-21-3)  | УСЦ «Юность», Климовск, Россия             | TKO4 (8)  | Из угла Салтыкова было выброшено полотенце.                                                                     |
| 8   | 23 мая 2010      | Александр Салтыков (8-20-3)  | Красная площадь, Москва, Россия            | TKO4 (8)  | Салтыков проиграл из-за ошибки рефери.                                                                          |
| 7   | 13 марта 2010    | Дмитрий Богачук (1-7-1)      | КРЦ «Подмосковье», Подольск, Россия        | TKO5 (6)  | |
| 6   | 25 декабря 2009  | Бобир Норматов (0-5-1)       | Крылья Советов, Москва, Россия             | TKO1 (6)  | Норматов получил серьёзное рассечение.                                                                          |
| 5   | 9 октября 2009   | Денис Тупиленко (2-8-0)      | МГГУ, Москва, Россия                       | UD6 (6)   | |
| 4   | 11 июля 2009     | Давид Аванесян (1-0-0)       | УСЦ «Юность», Климовск, Россия             | UD6 (6)   | |
| 3   | 4 июня 2009      | Аббос Анваров (1-0-0)        | Триумф, Люберцы, Россия                    | UD4 (4)   | |
| 2   | 30 апреля 2009   | Джахонгир Рахимов (0-1-0)    | Самбо-70, Москва, Россия                   | TKO4 (4)  | |
| 1   | 20 февраля 2009  | Рустам Шидгинов (дебют)      | МГГУ, Москва, Россия                       | UD4 (4)   | |